# Loučná pod Klínovcem
Loučná pod Klínovcem település Csehországban, Chomutovi járásban. Loučná pod Klínovcem Jáchymov, Krásný Les, Stráž nad Ohří, Kovářská, Vejprty, Perštejn és Oberwiesenthal településekkel határos. Lakosainak száma 198 fő (2024. január 1.).

## Népesség
A település lakosságának változását az alábbi diagram mutatja:
| Lakosok száma | 1981 | 2419 | 2230 | 599  | 73   | 78   | 114  | 111  | 93   | 198  |
|               | 1869 | 1900 | 1921 | 1961 | 1980 | 2011 | 2016 | 2019 | 2021 | 2024 |